# Жадан, Сергей Викторович
Серге́й Ви́кторович Жада́н (укр. Сергій Вікторович Жадан; род. 23 августа 1974, Старобельск, Ворошиловградская область) — украинский поэт, прозаик и эссеист, переводчик, а также певец и музыкант, участник украинских рок-групп «Жадан і Собаки» и «Линия Маннергейма». Автор романов «Депеш Мод», «Ворошиловград», «Месопотамия», «Интернат», поэтических сборников «Цитатник», «Эфиопия», «Жизнь Марии», «Тамплиеры», «Антенна».

## Биография
Родился в семье водителя; тётя — Шаблон:Uw.
В 1996 году окончил Харьковский национальный педагогический университет имени Сковороды; вспоминал, что свой первый экзамен сдавал профессору Леониду Ушкалову; также преподавал у него Ким Балабуха. В 1996—1999 годах обучался в аспирантуре университета; кандидат филологических наук (диссертация «Философско-эстетические взгляды Михайля Семенко»). С 2000 года — преподаватель кафедры украинской и мировой литературы ХНПУ. В 2004 году закончил преподавательскую деятельность.
Переводит поэзию с немецкого (в том числе Пауля Целана), английского (в том числе Чарльза Буковски), белорусского (в том числе Андрея Хадановича), русского (в том числе Кирилла Медведева, Данилу Давыдова) языков. Собственные тексты переводились на немецкий, английский, польский, сербский, хорватский, литовский, белорусский, русский, чешский и армянский языки.
В марте 2008 года роман Жадана Anarchy in the UKR в русском переводе вошёл в «длинный список» российской литературной премии «Национальный бестселлер» (номинатором выступил российский писатель Дмитрий Горчев). Эта же книга в 2008 году вошла в шорт-лист и получила почётную грамоту конкурса «Книга года» на Московской международной книжной выставке-ярмарке. В мае 2010 года журнал GQ вторично выдвинул Жадана на звание «Человек года» в номинации «Писатели» за книгу «Красный Элвис» (первое выдвижение произошло в 2008 году за Anarchy in the UKR).
Живёт и работает в Харькове. Регулярно выступает со своими произведениями в различных городах Украины и Западной Европы — в том числе в сопровождении украинских музыкантов (в частности, ска-панк-группы «Жадан и Собаки»).
Являлся активным участником харьковского Евромайдана, в марте 2014 года пострадал во время столкновений между сторонниками и противниками этого движения.
В 2016 году был награждён государственной премией «Украинская книга года», средства от которой направил на помощь детским учреждениям Луганской области.
С 2016 по 2019 — член Комитета по Национальной премии Украины имени Тараса Шевченко.
В 2017 году был ненадолго задержан на территории Белоруссии из-за нахождения в неких списках запрета на въезд, но затем отпущен, а случившееся названо «недоразумением».
В мае 2017 года «за особый вклад в украинскую культуру и стойкость гражданской позиции» был награждён премией Василия Стуса.
В сентябре 2017 года состоялся выход новой книги «Интернат».
На президентских выборах 2019 года поддержал Петра Порошенко, на досрочных парламентских выборах — партию «Голос».
Литературные произведения Сергея Жадана получили многочисленные национальные и международные награды, были переведены более чем двадцать языков.
18 декабря 2019 года Американский ПЕН-клуб обнародовал длинные списки 2020 PEN America Literary Awards. Книга избранных стихотворений Сергея Жадана «То, чем мы живём, то, ради чего умираем» (What We Live For, What We Die For) в переводе театрального режиссёра Вирланы Ткач и американской поэтессы Ванды Фипс — среди номинантов в категории «Переводная поэзия».
В марте 2022 года выдвинут на Нобелевскую премию по литературе Польской академией наук.
В июле 2022 года был удостоен Премии мира немецких книготорговцев за «выдающиеся художественные работы, а также за его гуманитарную позицию, с которой он обращается к людям на войне и помогает им, рискуя жизнью».
В марте 2024 года на фоне военного вторжения России на Украину, вступил в ряды 13-й бригады оперативного назначения «Хартия» Национальной гвардии Украины.

## Личная жизнь
Первым браком был женат на директоре-основательнице харьковского театра «Арабески» режиссёре Светлане Олешко (прожили в браке с 1995-го по 2007; Олешко умерла в 2024); сын Иван.
13 декабря 2009 года женился во второй раз - на Ирине Куницыной, сотруднице издательства «Фолио» (подали на развод в 2023); дочь Мария.
Состоял в отношениях с Кристиной Соловий (род. 1993), которые, по свидетельству последней, начались в феврале 2022; затем они расстались.

## Отзывы критики
Сергей Жадан назывался одним из лучших литераторов на постсоветском пространстве, отмечалось его умение быть своим как для простой, так и образованной аудитории. Особую похвалу и поддержку получил его роман «Ворошиловград», который был назван манифестом целого поколения.

## Лексика произведений
Для экспрессии лексического уровня характерно чрезвычайно разнообразна лексика, богатство трансформаций, что обусловлено особенностью употребления лексем в произведениях. Сочетание различной лексики: библейской, военной, политической, тюремной; эксперименты с синонимией и антонимией создают особый яркий эффект.

## Произведения

### Поэтические сборники
- 1995 — Цитатник
- 1995 — Генерал Юда
- 1998 — Пепсі
- 2000 — Вибрані поезії. 1992—2000
- 2000 — Балади про війну і відбудову
- 2003 — Історія культури початку століття
- 2005 — Цитатник
- 2007 — Марадона
- 2009 — Ефіопія
- 2009 — Лілі Марлен (з фото І. Нещерета)
- 2012 — Вогнепальні й ножові
- 2014 — Динамо Харків
- 2015 — Життя Марії
- 2016 — Тамплієри
- 2018 — Премия поет года
- 2018 — Антена
- 2019 — Список кораблів
- 2021 — Псалом авіації
- 2023 — Скрипниківка

### Проза
- 2003 — Біґ Мак (сборник рассказов)
- 2004 — Депеш мод
- 2005 — Anarchy in the UKR
- 2006 — Гімн демократичної молоді
- 2007 — Біґ Мак 2 (сборник рассказов и поэзия)
- 2010 — Ворошиловград
- 2014 — Месопотамія
- 2017 — Интернат

### Сборники произведений
- Капітал. — Х.: Фолио, 2006. — Проза «Депеш мод», Anarchy in the UKR, «Гімн демократичної молоді», поезія «Цитатник».
- Кордон. Три пограничных поэта. Сб. стихотворений / С. Жадан, А. Поляков, И. Сид. — М.: Арт Хаус медиа, 2009.

### Переводы на русский язык

#### Поэзия
- История культуры начала столетия. / пер. И. Сида. — М.: KOLONNA Publications, АРГО-РИСК, 2003.
- Всё зависит только от нас. / пер. П. Барсковой, И. Белова, Ст. Бельского, М. Галиной, Дм. Кузьмина, И. Сида, Б. Херсонского, А. Цветкова, А. Щетникова. Сост. Дмитрий Кузьмин. — Ozolnieki: Literature Without Borders, 2016.
- Огнестрельные и ножевые / пер. И. Белова, Ст. Бельского. — СПб.: Транслит, 2016.

##### Проза
- Депеш мод / Пер. А. Бражкиной[29]. — СПб: Амфора, 2005.
- Anarchy in the UKR. / пер. З. Баблояна. — СПб: Амфора, 2008.
- Красный Элвис / Пер. З. Баблояна, А. Бражкиной, А. Пустогарова, И. Сида, Е. Чуприной. — СПб: Амфора, 2009.
- Ворошиловград / Пер. З. Баблояна. — М.: Астрель, 2012.
- Интернат / Пер. Е. Мариничевой. — Черновцы: Meridian Czernowitz, 2017.

#### Журналы
- Никогда не интересуйся политикой (отрывок из «Anarchy in the UKR») / Пер. Е. Мариничевой // Компьютерра. — 2005. — № 35 (29 сентября).
- Владелец лучшего клуба для геев. Быль / Пер. А. Бражкиной // Новый мир. — 2007. — № 10.
- Порно. Рассказ / Пер. А. Пустогарова // Дружба народов. — 2007. — № 12.
- Сергей Жадан в переводе Игоря Белова и Игоря Сида // Воздух. — 2008. — № 1.
- Специфика контрабанды внутренних органов. Рассказ / Пер. А. Пустогарова // Новый мир. — 2008. — № 4.
- Баллада о Билле и Монике. Рассказ / Пер. А. Пустогарова // Новый мир. — 2008. — № 4.
- Сергей Жадан в переводах Елены Фанайловой. Новые стихи // Знамя. — 2008. — № 9.
- Паспорт моряка. Рассказ / Пер. А. Бражкиной // Новый мир. — 2009. — № 2.
- Красный Элвис. Повесть / Пер. Е. Чуприной // Зарубежные записки. — 2009. — № 18.
- Сергей Жадан в переводах Игоря Белова. «Демоны чёрного нала» // Сибирские огни. — 2009. — № 10.
- Сергей Жадан в переводах Игоря Белова. «Навстречу горячим ветрам» // Новый мир. — 2009. — № 11.
- Три рассказа Сергея Жадана / Пер. Л. Щиголь // Зарубежные записки. — 2009. — № 20.
- Из книг «Марадона» и «Баллады о войне и восстановлении» / Пер. А. Мильштейна, И. Белова, Ю. Цаплина // ©оюз Писателей. — № 13 (2011. — № 1/2).
- Повесть «Продавцы счастья» («І мама ховала це у волоссі») / Пер. Е. Чуприной // Новый мир. — 2013. — № 7.
- Рассказ «Бежать, не останавливаясь» / Пер. Е. Мариничевой // COLTA. — 6 марта 2015 г.
- Cергей Жадан в переводах Ии Кивы. Беременность. Стихи // Крещатик. — 2018. — № 2.

#### Антологии
- Станислав+2. — М: ЭРА, 2001.
- Время «Ч». Стихи о Чечне и не только. — М: Новое литературное обозрение, 2001.
- Мы умрём не в Париже. — М: ЭРА, 2002.
- История культуры. Стихи Б.-И. Антоныча и С. Жадана / Сост. и перевод А. Пустогарова. — М: ЭРА, 2004.
- НеИзвестная Украина. — М: Emergency Exit, 2005.